# Station Carmaux
Station Carmaux is een spoorwegstation in de Franse gemeente Carmaux.